# Модель Кобба — Дугласа

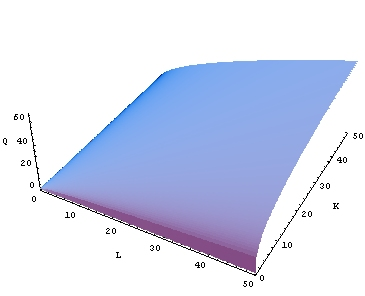
Функція Кобба-Дугласа

Модель Кобба — Дугласа — виробнича функція, яка відображає зв'язок між зміною обсягів двох задіяних у процесі виробництва типів ресурсів та результатами цієї взаємодії. Відображається формулою з двома змінними:
Ǫ=ƒ(L,K)
де L — ресурс «праця», K — ресурс «капітал», Ǫ — обсяг виробництва.
Зв'язок між зміною ресурсів «праця» та «капітал», а також обсягами виробництва можна зобразити за допомогою таблиці.
|                  | За | тра | ти | пра | ці  |
| ---------------- | -- | --- | -- | --- | --- |
| Затрати капіталу | 1  | 2   | 3  | 4   | 5   |
| 1                | 10 | 30  | 45 | 55  | 60  |
| 2                | 30 | 50  | 65 | 75  | 80  |
| 3                | 45 | 65  | 80 | 90  | 95  |
| 4                | 55 | 75  | 90 | 100 | 105 |
| 5                | 60 | 80  | 95 | 105 | 110 |

Графічно вплив змін у затратах праці та капіталу на обсяг виробництва можна зобразити за допомогою ізоквант — кривих, які показують різні комібнації змінних ресурсів, що забезпечують однаковий випуск продукції.
Карта ізоквант — альтернативний спосіб опису виробничої функції. Чим далі від початку координат розміщена ізокванта, тим більший обсяг випуску забезпечують різні комбінації ресурсів на ній. Кутовий коефіцієнт будь-якої можна виразити пропорцією, в якій один ресур може бути заміненим іншим за певного розміру випуску. Абсолютне значення кутового коефіцієнта називають граничною нормою технологічного заміщення (величина, на яку можна зменшити обсяг одного ресурсу за рахунок використання додаткової одиниці іншого за незмінного розміру випуску). Позначається абревіатурою MRTS (англ. marginal of technical substitution).
MRTSKL= — Зміна капіталу\Зрушення розміру праці = -ΔK\ΔL
при Q=const, де K та L малі обсяги зміни праці та капіталу за ізоквантою.

## Критика
Кембриджська суперечка про капітал, яка тривала серед видатних економістів з середині 1950-х до середини 1970-х років, оголила теоретичні протиріччя в економічній науці, була продемонстрована нездатність маржиналізму та кейнсіанства пояснити природу і розмір прибутку на капітал у макроекономічному вимірі. З'ясувалось, що факторні доходи капіталу не діють у відповідності з механізмами доходів інших факторів виробництва, що розмір капіталу неможливо виміряти для цілей розподілу результату виробництва між факторами, тому такий розподіл завжди буде помилковим, а в науковому сенсі завжди неможливим. Неможливість визначення розміру капіталу зумовлює труднощи макроекономічного використання виробничої функції і загальну обмеженість її застосування.
П'єро Сраффа та Джоан Робінсон, чиї роботи стали початком Кембріджської суперечки, вказували, що при застосуванні теорія граничної продуктивності для  розподілу доходів виникає проблема системи вимірювання капіталу. Прийнято вважати, що капіталістичний дохід (загальний прибуток або дохід від власності) визначається як норма прибутку, помножена на суму (кількість) капіталу. У своїй журнальній статті, опублікованій відразу декількома виданнями («Review of Economic Studies» та «Economic Philosophy») Робінсон розкритикувала концепцію виробничої функції та неокласичну теорію розподілу доходу. Ще у 1954 році вона писала:
 Виробнича функція була і залишається потужним інструментом обдурення. Студента, який вивчає економічну теорію, змушують писати Q = f (L, K), де L & — кількість праці, K — кількість капіталу, а Q — випуск товарів. Студента вчать вважати всіх робочих однаковими і міряти L в людино-годинах; йому щось говорять про проблему індексу при виборі показника випуску; і квапляться перейти до наступного питання в надії, що він забуде запитати, в чому вимірюється K. Перш ніж у нього виникне таке питання, він сам вже стане професором. Так звичка до інтелектуальної недбалості і передається з покоління у покоління.
— Виробнича функція і теорія капіталу 